# Mirella Cesa
Mirella Cesa Dalmau (Guayaquil, 18 de diciembre de 1984) es una cantante ecuatoriana. Es denominada como la Madre del Andipop, género que consiste en la fusión de instrumentos andinos, percusión latina y música pop.

## Biografía
A temprana edad, Mirella Cesa optó por tomar clases de guitarra con el propósito de encontrarle ritmo a  las letras de sus canciones. Después de varios años, decide viajar a Miami, Estados Unidos para continuar con sus estudios en el ámbito musical. Esta artista ecuatoriana utiliza en la mayoría de sus canciones el sonido del charango. Internacionalmente, fue la primera artista mujer en ganar el galardón de Los 40 principales en España representando a Ecuador en el 2009.
Estuvo nominada en los MTV Europe Music Awards 2014 en la categoría Mejor Artista Latin American Central.
Ha participado en la Teletón 20 30 de Panamá por tres ocasiones, siendo en una de estas, coautora de la canción de apertura del evento.
En el 2012 fue telonera del show de Elton John en Panamá, ese año fue invitada a la Teletón de El Salvador. En Colombia estuvo entre las 21 únicas de la cadena R. Tiempo con su sencillo “Darte mi amor”, en el mercado Venezolano, sus sencillos “Deseo Concedido” y " Corazón Abierto entraron en el Top Latino de Récord Report.
También ha hecho giras promocionales en El Salvador, Costa Rica y ciudades importantes de los Estados Unidos. Cantó en la apertura y presentó una categoría en la segunda entrega de los premios Kids Choice Awards Colombia 2015.
Sus videos han rotado canales de música desde 2010, como HTV, MTV, Q música de Argentina, K Music Bogotá. Nominada a los Premios Orgullosamente Latinos 2010 (de la cadena mexicana Ritmo Son Latino) en cuatro categorías.
En 2015 fue nominada a la primera entrega de los Premios Heat de la música Latina, en la categoría mejor artista revelación. En el mismo año debutó con su primera canción en varias radios de Puerto Rico "La Buena Fortuna" producida por y escrita junto Arbise González "Motiff" Feat Papayo. Lanza para el mercado colombiano “Se Acabó el Amor” producida y escrita junto Andrés Castro. En este año participa también en la Telemaratón de la Liga contra en Cáncer en Miami. Cierra el 2015 con broche de oro, presentando en los Acustic Sessions de Latin Grammy “A Besos” interpretada y escrita junto a al ganador del Grammy Sie7e.
Participó en el LIX Festival de Viña del Mar con su canción La Corriente, con la que obtuvo la Gaviota de plata y el título de "Mejor Intérprete". Por este mérito también fue reconocida a su regreso a Ecuador por la Asamblea Nacional con la Condecoración Dra. Matilde Hidalgo de Procel.

## Discografía

### Álbum
- Mirella Cesa (2006)
- Déjate Llevar (2010)
- Deseo Concedido (2013)
- La Buena Fortuna (2016)
- Arcoíris (2018)
- La Quinceañera (2022)

### Sencillos
- Este Amor
- Manantial de Caricias
- El Amor Es
- Juego de Tres (2009)
- Digan Lo Que Digan (2009)
- Deseo Concedido
- Eclipse
- 9 Meses
- Darte Mi Amor
- Te Confieso
- La Pregunta De Cajón
- No Seré para Ti
- Navidad Como en Casa
- Corazón Abierto
- La Buena Fortuna (Feat. Papayo)
- Se Acabó El Amor
- A Besos (Feat. Sie7e - Versión urbana y acústica)
- Somos
- La corriente

## Filmografía
- (2010) La taxista - Ella misma (Participación especial)
- (2008) El secreto de Toño Palomino - Ella misma (Participación especial)

## Premios y nominaciones
| Año  | Premio                                                   | Categoría                                  | Resultado | Refs                |
| ---- | -------------------------------------------------------- | ------------------------------------------ | --------- | ------------------- |
| 2009 | Los 40 Principales - España                              | Mejor Artista Ecuador                      | Ganadora  | [ 7 ] [ 16 ] [ 17 ] |
| 2010 | Premios MBN Ecuador                                      | Mejor Artista con Proyección Internacional | Ganadora  | [ 18 ] [ 19 ]       |
| 2010 | Premios Orgullosamente Latino                            | Mejor Video Musical                        | Nominada  | [ 20 ] [ 21 ]       |
| 2010 | Premios Orgullosamente Latino                            | Mejor Disco del Año                        | Nominada  | [ 20 ] [ 21 ]       |
| 2010 | Premios Orgullosamente Latino                            | Mejor Artista Femenino del Año             | Nominada  | [ 20 ] [ 21 ]       |
| 2010 | Premios Orgullosamente Latino                            | Mejor Canción del Año                      | Nominada  | [ 20 ] [ 21 ]       |
| 2014 | MTV Europe Music Awards 2014                             | Mejor Artista Latin American Central       | Nominada  | [ 8 ]               |
| 2015 | Premios Heat Latin Music Awards                          | Artista Revelación                         | Nominada  | [ 14 ]              |
| 2018 | LIX Festival Internacional de la Canción de Viña del Mar | Mejor Intérprete                           | Ganadora  | [ 22 ]              |